# Pustkowie Lgockie
Pustkowie Lgockie [pustˈkɔvjɛ ˈlɡɔt͡skʲɛ] es una aldea en el distrito administrativo de Gmina Koziegłowy, dentro del condado de Myszków, voivodato de Silesia, en el sur de Polonia. Se encuentra aproximadamente a 9 kilómetros (6 millas) al sureste de Koziegłowy, 6 km (4 millas) al suroeste de Myszków y 39 km (24 millas) al noreste de la capital regional, Katowice.